# Prydlig tömygga
Prydlig tömygga, Aedes leucomelas är en tvåvingeart som först beskrevs av Johann Wilhelm Meigen 1804.  Aedes leucomelas ingår i släktet Aedes och familjen stickmyggor. Arten är reproducerande i Sverige. Inga underarter finns listade i Catalogue of Life.